# شالة شوري
شالة شوري (بالفارسية: شاله شوری) هي قرية تقع في قسم كلان الريفي (مقاطعة إيوان) في إيران. يقدر عدد سكانها بـ 99 نسمة بحسب إحصاء 2016.